# Suket (stato)
Lo Stato di Suket fu uno stato principesco del subcontinente indiano, avente per capitale la città di Suket.

## Storia
Secondo la tradizione lo stato di Suket venne fondato nel 765 circa da Bira Sen (Vir Sen), figlio del re del Bengala, dinastia Sena. La storia più antica di Suket venne contraddistinta da guerre costanti con altri principati, in particolare contro il regno di Kullu. Al tempo del raja Bikram Sen, Kullu era già caduto sotto la sovranità dello stato di Suket come stato tributario. Il regno del raja Madan Sen fu l'età d'oro per Suket, quando il sovrano sottomise gli stati minori confinanti al suo. Durante il regno di raja Udai Sen Suket lo stato divenne feudatario dell'Impero moghul.
All'epoca del raja Bikram Sen II, lo stato di Sukket subì l'invasione dei Gurkha del Nepal (1803 - 1815) ed al successivo breve periodo di dominazione dell'impero sikh, sopravvivendo grazie alle abilità diplomatiche del raja. Nel 1845, quando la guerra scoppiò tra i sikh e gli inglesi, i raja di Suket e Mandi si schierarono con gli inglesi, firmando un trattato di alleanza a Bilaspur nel 1846. Nel medesimo anno il raja Ugar Sen II venne confermato nei territori di Suket con un sanad.

## Governanti

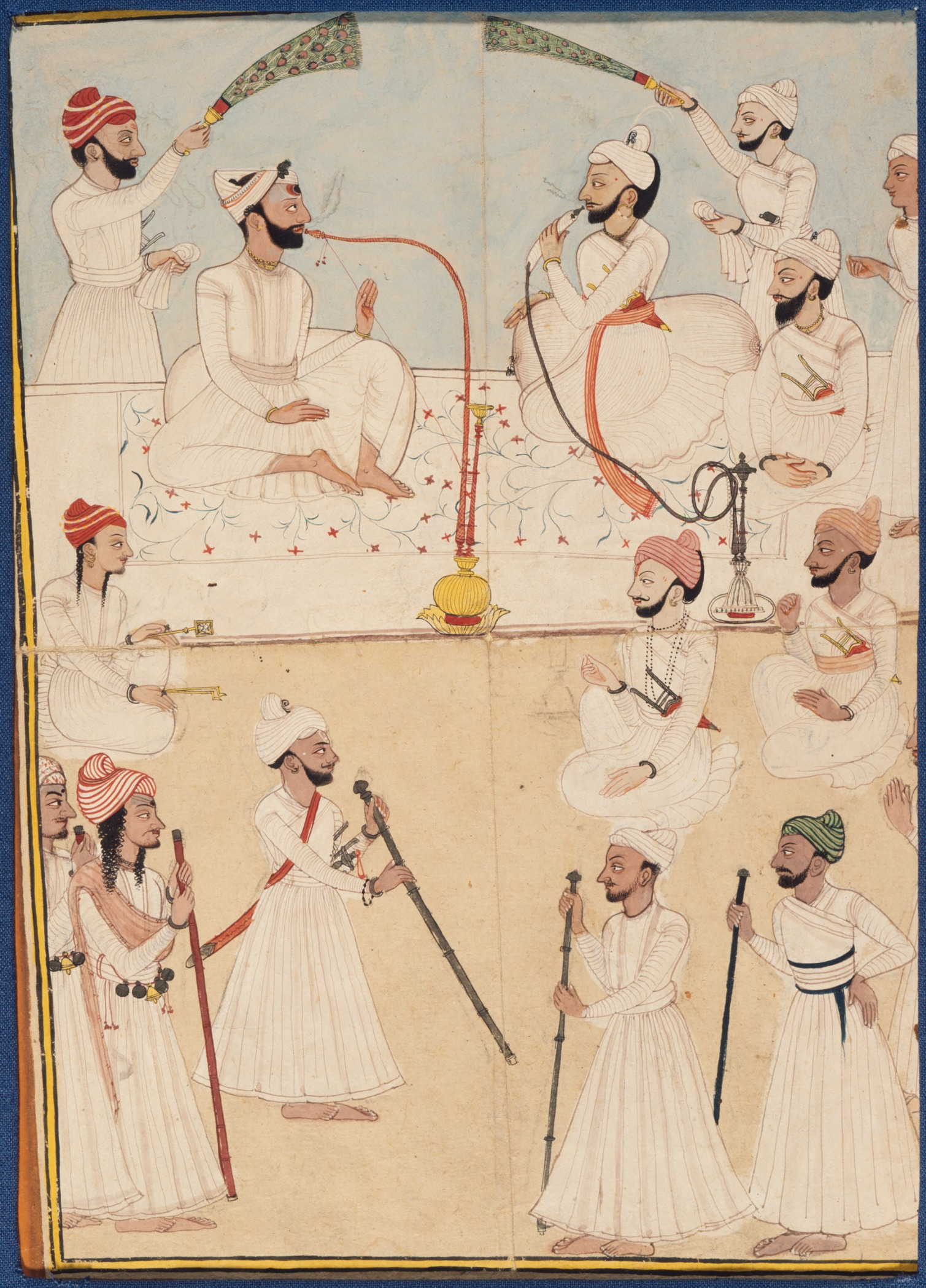
Raja Ranjit di Suket e il raja Shamsher Sen di Mandi al Durbar del 1772

I regnanti di Suket avevano il titolo di raja.

### Raja
- 1663 - 1721 Jit Sen                            (m. 1721)
- 1721 - 1748 Garur Sen                          (n. 1693 - m. 1748)
- 1748 - 1762 Bhikam Sen                         (m. 1762) (invasioni Aghan)
- 1762 - 1791 Ranjit Sen                         (m. 1791)
- 1791 - 1838 Bikram Sen II                      (n. 17.. - m. 1838)
- 1838 - 1876 Ugar Sen II                        (m. 1876)
- 1876 - aprile 1878 Rudra Sen                          (n. 1828 - m. 1886)
- 1878 - 1879 Arimardan Sen                      (n. 1863 - m. 1879)
- 29 marzo 1879 – 27 maggio 1908 Dasht Nikandan Sen                 (n. 1865 - m. 1908)
- 29 marzo 1879 - 1884 Munshi Hardyal Singh -Regent
- 27 maggio 1908 – 12 ottobre 1919 Bhim Sen                           (n. 1885 - m. 1919) (dal 1º gennaio 1918, Sir Bhim Sen)
- 13 ottobre 1919 – 15 agosto 1947 Lakshman Sen                       (n. 1895 - m. 1970)[1]